# 特倫托自治省

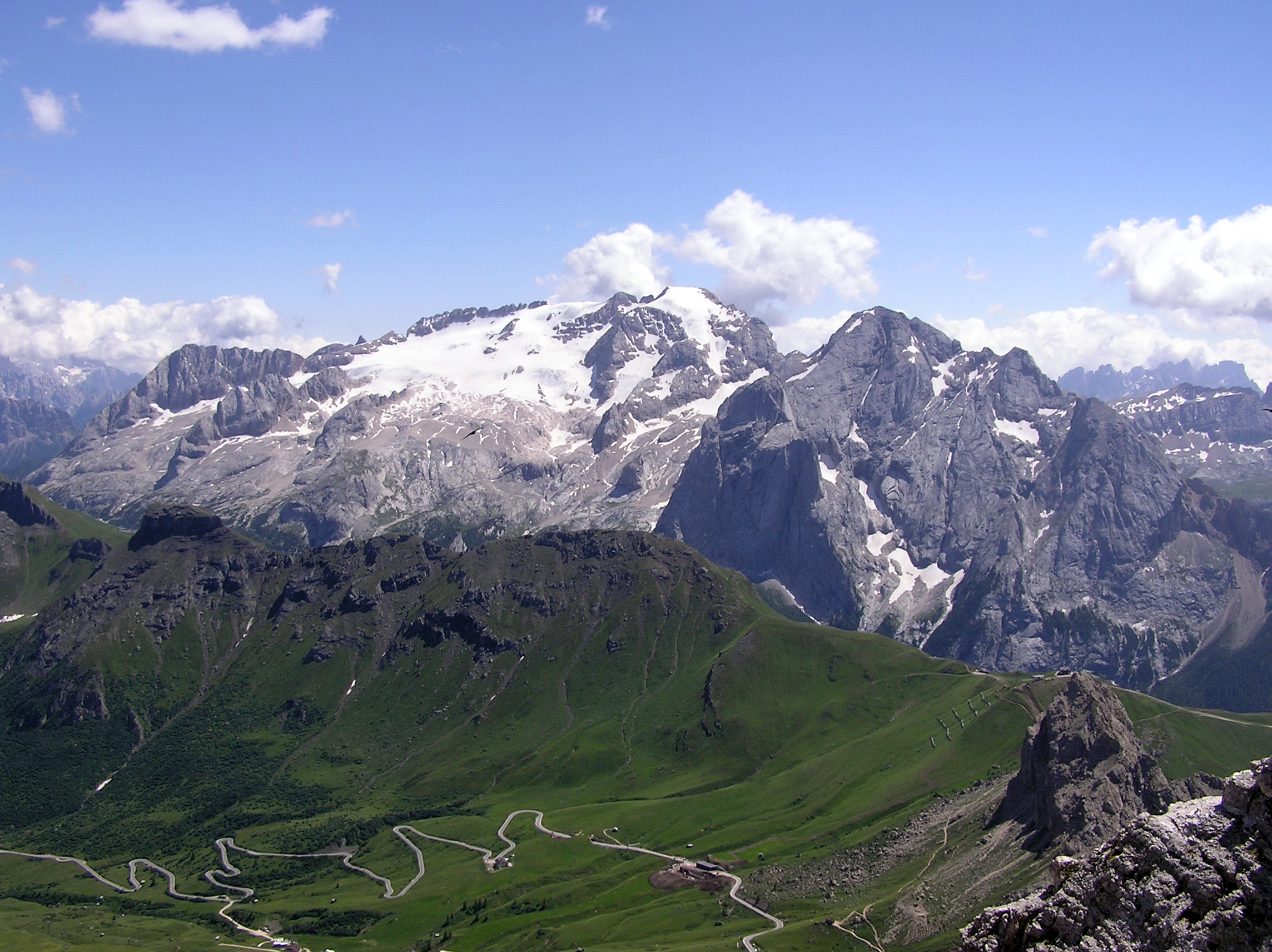

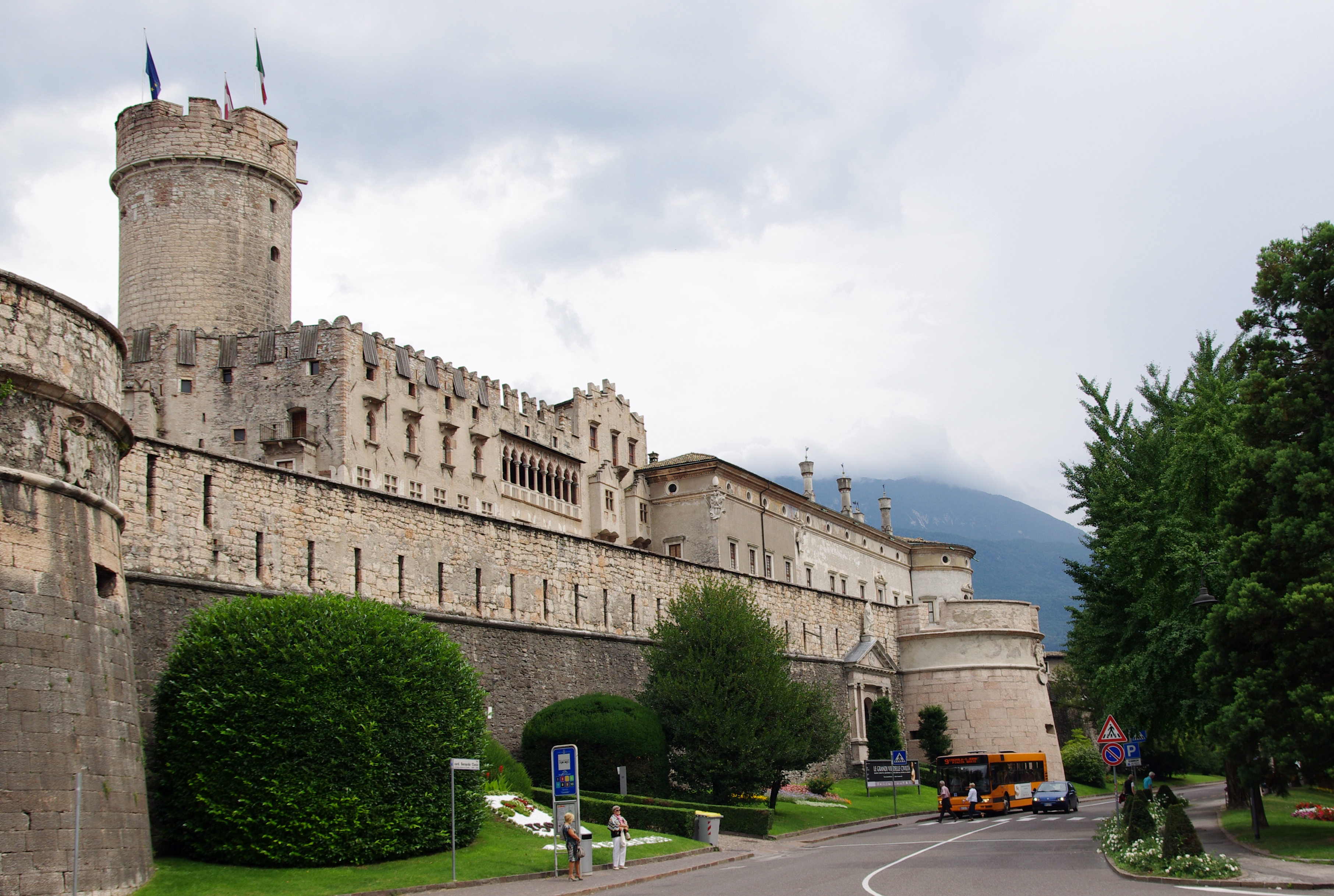

特倫托自治省（義大利語：Provincia autonoma di Trento）是意大利特倫蒂諾-上阿迪傑的一個省。面積6,212平方公里，2019年人口541,098人。首府特倫托。
下分166市鎮。